# Pipeline Pilot
Pipeline Pilotは、ダッソー・システムズにより開発・販売されている、製薬・農薬・化学の研究領域に特化したデータ処理・解析・レポート作成のためのビジュアルプログラミング言語である。

## 概要
Pipeline Pilotはサーバーとクライアントで構成されており、サーバはWindowsやRHELまたはCentOSで動作し、クライアントはWindowsクライアントOSで動作するProfessional、各種ブラウザで動作するWeb Portが存在する。この他に様々なBIOVIA製品がクライアントとして動作するようになっている。
データ・パイプライニングと呼ばれる、機能を持つアイコン同士をパイプでつなげることでプログラミングする方式を採用しており、KNIMEなど類似のUIを持つソフトウェアと比較して、バッチ単位の処理ではなくレコード単位の処理され、またパイプの上にレコード数が表示されるため直感的でわかりやすく、大量のデータを扱うユーザには使いやすいインターフェースを提供している。
最も有名な機能は化学構造式を使った処理だが、一般的な機械学習、アミノ酸や塩基配列などバイオインフォマティクス、画像処理、データベース接続などのITツール、各種フォーマットでのレポート作成といった、データ変換ツールでもありBIツールでもあり、統計解析・機械学習なども備えた汎用的なデータサイエンス向けツールである。
近年は、ダッソー・システムズの別製品との連携に力を入れており、電子実験ノートからPipeline Pilotの機能を使ってアプリケーションを展開したり、電子実験ノートに書かれた内容を取り出したり、データサイエンスの課題であるデータの入力や収集ができるようになってきている。

## 歴史
1999年に元Molecular Simulations （MSI＝Accelrysの前身）のMathew HahnとDavid Rogersが創業した SciTegic で開発された。開発当初は創薬のハイ・スループット・スクリーニングでの化学構造式データ処理をターゲットにしており、製薬会社中心に利用されていた。
2004年にAccelrysが$21.5M（2004年9月時点のUSD-JPYレートで約24億円）でSciTegicを買収した。画像、テキストマイニング、機器データ処理など、創薬データ全般への拡張が進んだ。
2013年にDassault Systèmes が$750M（2013年1月時点のレートで約675億円）でAccelrysを買収した。

## 主な種類

### Pipeline Pilot Server
Pipeline Pilot Professionalで作成したワークフロー（プロトコル）を動作させる実行本体。

### Pipeline Pilot Professional
Pipeline Pilot Serverで動作するプロトコルをデザインしたり、実行指示を出すクライアント・ソフトウェア。

### Pipeline Pilot Web Port
Pipeline Pilot Professionalで作成したプロトコルを、ブラウザから選択し実行するクライアント・ソフトウェア。